# Paraborsonia lindae
Paraborsonia lindae é uma espécie de gastrópode do gênero Paraborsonia, pertencente a família Borsoniidae.